# Peter Axen
Peter Axen (* 16. Juli 1635 in Husum; † 23. Februar 1707 in Schleswig) war ein deutscher Philologe, Humanist und Diplomat in Schleswig-Holstein.

## Leben
Axen wurde als sechstes von zwölf Kindern einer angesehenen evangelischen Familie in Husum geboren. Sein Vater war Titus Axen (1602–1662), Bürgermeister von Husum und Hamburger Domherr. Seine Mutter Elsabe Petersen (1607–1644) war die Tochter des Husumer Kaufmanns und Ratsherren Peter Petersen (1576–1679).
Nach dem Besuch der Stadtschule in Husum besuchte er die Gelehrtenschulen in Flensburg und Lüneburg. Danach studierte er Rechtswissenschaften und Schöne Künste an den Universitäten zu Helmstedt (1653–1655), Leipzig (1658), Jena (1662) und Padua (1668).
1659 war er Hofmeister der Herren von Pfuhl in Eisleben und seit 1663 Hofmeister des Barons Heinrich von Friesen. Er bereiste in dieser Eigenschaft 1663, 1664 und 1665 Frankreich sowie zwischen 1667 und 1668 Italien. Zugleich war er seit 1663 Sekretär des Herzogs Christian Albrecht von Schleswig-Holstein-Gottorf in Schleswig. Als herzoglicher Reisesekretär nahm er 1666 in Kopenhagen an der Vermählung des sächsischen Kurprinzen Johann Georg III. mit der dänischen Prinzessin Anna Sophie teil. Seit 1673 mit diplomatischen Aufgaben betraut, hielt er sich 1677 als herzoglicher Legationssekretär am kurfürstlich-sächsischen Hof in Dresden und um 1680 am königlich-dänischen Hof in Kopenhagen auf. Daneben bereiste er die Niederlande und Großbritannien.
Am 7. Juli 1670 heiratete er Anna Catharina Boje (1651–1687), eine Tochter des Hofmeisters, herzoglichen Landvogts von Norderdithmarschen und Kriegskommissars Johannes Boje  (Boye) (1612–1668) und Anna von Hatten (Rendsburg 1622–1684). Aus dieser Ehe gingen sieben Kinder hervor, von denen aber nur drei überlebten. Noch im selben Jahr ließ er sich als Hof- und Landgerichtsadvokat in Schleswig nieder, wo er bis zu seinem Tod 1707 blieb. Er besaß eine hervorragend ausgestattete Bibliothek, in der sich unter anderem ein Kodex des Cornelius Nepos befand.
In seinem Testament vom 2. April 1705 stiftete er der Gelehrtenschule, dem Armenkasten und der Kirche St. Marien zu Husum jeweils 300 lübische Mark und dem Armen- und Altenstift Gasthaus zum Ritter St. Jürgen 950 lübische Mark.
Er wurde in einer Gruft unterhalb des Querschiffes im St. Petri-Dom zu Schleswig bestattet.

## Werke
Peter Axen war Verfasser akademischer Schriften. Daneben war er Herausgeber und Verfasser mehrere Leichenpredigten, unter anderem für Christof von Pfuhl und Helene von Kerssenbrock. Bekannt wurde er durch die Übersetzung der Historia pacis inter Ludovicum XIV. et Philippum IV des Galeazzo Gualdo Priorato aus dem Italienischen (1667) sowie als Herausgeber der Fabeln des Phaedrus (1671).